# Język pamona
Język pamona, także: bare’e (a. baree), poso – język austronezyjski używany w prowincjach Celebes Środkowy i Celebes Południowy w Indonezji (kabupateny Poso i Luwu Utara). Według danych z 2000 roku posługuje się nim 137 tys. osób.
Ma szeroki zasięg geograficzny i stanowi jeden z głównych języków regionu. Za centrum języka pamona uchodzi rejon jeziora Poso. Jego użytkownicy zamieszkują także obszary wzdłuż południowego wybrzeża zatoki Tomini (na północ od Poso), górne dorzecze Kalaena (na południu), górną dolinę rzeki Laa, górskie tereny wschodniego półwyspu Celebesu Środkowego oraz obszar nadbrzeżny w rejonie zatoki Tolo (na wschodzie). Publikacja Ethnologue (wyd. 22, 2019) do obszaru tego języka zalicza 193 wsie.
Wyodrębnia się cztery główne dialekty pamona: centralny (dialekt z okolic jeziora Poso), północny (poso-tojo), południowy (are’e lub pu’umboto), wschodni (ampana lub taa). Zidentyfikowano także szereg pomniejszych odmian, którym posługują się społeczności peryferyjne: lalaeo (aunde’e), rapangkaka (aria), laiwonu, tobau (tobao, tobalo, bae), topada, tokondindi (tokondidi, dore’e), sinohoan (daido). Dialekt sinohoan wyszedł z użycia. Niewykluczone, że dialekty laiwonu i rapangkaka mogą być rozpatrywane jako oddzielne języki. Język tombelala (używany przez społeczność identyfikującą się jako Pamona) jest klasyfikowany odrębnie (począwszy od analizy leksykostatystycznej z 1991 r.). Niegdyś wyróżniany dialekt batui został uznany za odmienny język, bliżej spokrewniony z saluan (na podstawie wyników badań z 2006 r.). 
Nazwy „bare’e” i „poso” były używane w okresie holenderskim, podobnie jak niezbyt adekwatne określenie „toradża wschodni”. Określenie „bare’e” pochodzi od charakterystycznej formy przeczenia. „Pamona” to nazwa wzgórza w miejscowości Tentena (według tradycji stanowiącego siedzibę króla Pamona), a także pewnego gatunku drzewa porastającego te tereny.
Potencjalnie zagrożony wymarciem; doniesienia z 2009 r. sugerują, że nie jest przyswajany przez młodsze pokolenie w centralnym terytorium języka. Pod koniec lat 80. XX w. wciąż przeważał w domenie kontaktów domowych (na południowo-wschodnim skraju terenów Pamona, kecamatan Bungku Tengah), przy czym odnotowano wysoki poziom wielojęzyczności. W powszechnym użyciu jest także język indonezyjski. Niegdyś szerzej znany język bungku wyraźnie stracił na znaczeniu w komunikacji międzyetnicznej.
Wskutek działalności badawczej w I poł. XX w. pamona stał się jednym z najlepiej poznanych języków Celebesu. Dokumentacją języka i kultury Pamona zajmowali się m.in. misjonarze N. Adriani i A.C. Kruyt, autorzy trzytomowej publikacji etnologicznej i lingwistycznej De Bare’e-sprekende Toradja’s van Midden-Celebes (1912–1914). N. Adriani opracował obszerny słownik pamona-niderlandzki (1928) oraz opis gramatyki pamona (1931) . W 2018 r. wydano nowszy słownik z tłumaczeniami indonezyjskimi. W języku indonezyjskim istnieje także opracowanie Struktur bahasa Pamona z 1984 r.  Jest zapisywany alfabetem łacińskim.